# League Cup 1962/63
Der League Cup 1962/63 war die 3. Austragung des Football League Cup (meist nur als League Cup bekannt).
Am Pokalwettbewerb, der am 3. September 1962 für die 92 englischen Spitzenvereine begann, nahmen letztlich 80 Mannschaften teil und wurde in den ersten fünf Runden im K.-o.-System über eine Partie und ab dem Halbfinale über Hin- und Rückspiel entschieden. Das Finale, das am 23. Mai 1963 und 27. Mai 1963 ausgetragen wurde, entschied der Erstligist Birmingham City mit 3:1 Toren nach Hin- und Rückspiel für sich. Unterlegener Finalist war Aston Villa.

## Wettbewerb

### Erste Runde
Zur ersten Runde traten die Vereine an, die im Vorjahr ab Platz 17 und abwärts die Drittligasaison 1961/62 abgeschlossen hatten, dazu alle 24 Vereine der laufenden Viertligasaison 1962/63.
| Datum              |                    | Ergebnis |                   |
| ------------------ | ------------------ | -------- | ----------------- |
| 3. September 1962  | Torquay United     | 2:0      | Oxford United     |
| 3. September 1962  | Tranmere Rovers    | 2:3      | Carlisle United   |
| 4. September 1962  | FC Brentford       | 3:0      | FC Wrexham        |
| 5. September 1962  | FC Aldershot       | 2:0      | Exeter City       |
| 5. September 1962  | AFC Barrow         | 3:2      | AFC Workington    |
| 5. September 1962  | Bradford City      | 2:2      | Doncaster Rovers  |
| 5. September 1962  | FC Chester         | 2:0      | Stockport County  |
| 5. September 1962  | Crewe Alexandra    | 2:3      | Oldham Athletic   |
| 5. September 1962  | FC Darlington      | 1:0      | FC Chesterfield   |
| 5. September 1962  | Newport County     | 2:1      | FC Gillingham     |
| 5. September 1962  | Shrewsbury Town    | 3:1      | FC Millwall       |
| 5. September 1962  | FC Southport       | 0:0      | AFC Rochdale      |
| 5. September 1962  | York City          | 2:2      | Lincoln City      |
| 6. September 1962  | Hartlepools United | 1:1      | FC Barnsley       |
| 6. September 1962  | FC Watford         | 1:2      | Colchester United |
| 13. September 1962 | Halifax Town       | 2:3      | Mansfield Town    |

#### Wiederholungsspiele
| Datum              |                  | Ergebnis |                    |
| ------------------ | ---------------- | -------- | ------------------ |
| 13. September 1962 | FC Barnsley      | 2:1      | Hartlepools United |
| 18. September 1962 | Doncaster Rovers | 2:0      | Bradford City      |
| 18. September 1962 | AFC Rochdale     | 1:2      | FC Southport       |
| 19. September 1962 | Lincoln City     | 2:0      | York City          |

### Zweite Runde
Aus den beiden obersten englischen Spielklassen waren weitere 44 Vereine plus die ersten 16 Drittligamannschaft der Vorsaison für die zweite Runde gesetzt. Von den nunmehr 76 Teilnehmern traten jedoch nur 64 Vereine zur zweiten Runde an.
| Datum              |                        | Ergebnis |                        |
| ------------------ | ---------------------- | -------- | ---------------------- |
| 24. September 1962 | Aston Villa            | 6:1      | Peterborough United    |
| 24. September 1962 | AFC Barrow             | 3:1      | Shrewsbury Town        |
| 24. September 1962 | FC Bury                | 2:2      | Lincoln City           |
| 24. September 1962 | Hull City              | 2:2      | FC Middlesbrough       |
| 24. September 1962 | Manchester City        | 0:0      | FC Blackpool           |
| 24. September 1962 | Queens Park Rangers    | 1:2      | Preston North End      |
| 24. September 1962 | FC Southampton         | 1:1      | Scunthorpe United      |
| 24. September 1962 | FC Southport           | 1:3      | Luton Town             |
| 24. September 1962 | AFC Sunderland         | 7:1      | Oldham Athletic        |
| 25. September 1962 | FC Barnsley            | 3:2      | Grimsby Town           |
| 25. September 1962 | Brighton & Hove Albion | 1:5      | FC Portsmouth          |
| 25. September 1962 | Bristol City           | 1:2      | Rotherham United       |
| 25. September 1962 | Swindon Town           | 4:0      | FC Darlington          |
| 25. September 1962 | FC Walsall             | 1:2      | Stoke City             |
| 26. September 1962 | FC Aldershot           | 0:3      | Newport County         |
| 26. September 1962 | Birmingham City        | 5:0      | Doncaster Rovers       |
| 26. September 1962 | Bradford Park Avenue   | 3:1      | Huddersfield Town      |
| 26. September 1962 | FC Brentford           | 1:4      | Sheffield United       |
| 26. September 1962 | Cardiff City           | 5:1      | FC Reading             |
| 26. September 1962 | FC Chester             | 2:2      | Mansfield Town         |
| 26. September 1962 | Coventry City          | 3:2      | Swansea Town           |
| 26. September 1962 | Derby County           | 1:1      | Blackburn Rovers       |
| 26. September 1962 | FC Fulham              | 4:0      | Bournemouth & Boscombe |
| 26. September 1962 | Leeds United           | 2:1      | Crystal Palace         |
| 26. September 1962 | Leicester City         | 4:4      | Charlton Athletic      |
| 26. September 1962 | Newcastle United       | 1:1      | Leyton Orient          |
| 26. September 1962 | Northampton Town       | 2:0      | Colchester United      |
| 26. September 1962 | Norwich City           | 4:0      | Bolton Wanderers       |
| 26. September 1962 | Southend United        | 2:3      | Notts County           |
| 26. September 1962 | Torquay United         | 1:2      | Carlisle United        |
| 26. September 1962 | West Ham United        | 6:0      | Plymouth Argyle        |
| 27. September 1962 | Bristol Rovers         | 2:0      | Port Vale              |

#### Wiederholungsspiele
| Datum            |                   | Ergebnis |                  |
| ---------------- | ----------------- | -------- | ---------------- |
| 1. Oktober 1962  | Leyton Orient     | 4:2      | Newcastle United |
| 2. Oktober 1962  | Blackburn Rovers  | 3:1      | Derby County     |
| 2. Oktober 1962  | Charlton Athletic | 2:1      | Leicester City   |
| 2. Oktober 1962  | Scunthorpe United | 2:2      | Southampton      |
| 8. Oktober 1962  | FC Blackpool      | 3:3      | Manchester City  |
| 8. Oktober 1962  | Lincoln City      | 2:3      | FC Bury          |
| 8. Oktober 1962  | Middlesbrough     | 1:1      | Hull City        |
| 9. Oktober 1962  | Scunthorpe United | 3:0      | FC Southampton   |
| 10. Oktober 1962 | Hull City         | 3:0      | FC Middlesbrough |
| 10. Oktober 1962 | Mansfield Town    | 0:1      | FC Chester       |
| 15. Oktober 1962 | Manchester City   | 4:2      | FC Blackpool     |

### Dritte Runde
| Datum            |                      | Ergebnis |                   |
| ---------------- | -------------------- | -------- | ----------------- |
| 15. Oktober 1962 | AFC Barrow           | 1:1      | Birmingham City   |
| 16. Oktober 1962 | FC Barnsley          | 1:2      | Luton Town        |
| 16. Oktober 1962 | Bradford Park Avenue | 2:2      | Charlton Athletic |
| 16. Oktober 1962 | Carlisle United      | 1:1      | Norwich City      |
| 16. Oktober 1962 | Northampton Town     | 1:1      | Preston North End |
| 16. Oktober 1962 | Rotherham United     | 3:1      | West Ham United   |
| 17. Oktober 1962 | Aston Villa          | 3:1      | Stoke City        |
| 17. Oktober 1962 | Blackburn Rovers     | 4:0      | Leeds United      |
| 17. Oktober 1962 | Hull City            | 1:2      | FC Fulham         |
| 17. Oktober 1962 | Leyton Orient        | 9:2      | FC Chester        |
| 17. Oktober 1962 | Notts County         | 5:0      | Swindon Town      |
| 17. Oktober 1962 | FC Portsmouth        | 5:1      | Coventry City     |
| 17. Oktober 1962 | AFC Sunderland       | 2:0      | Scunthorpe United |
| 23. Oktober 1962 | Bristol Rovers       | 2:0      | Cardiff City      |
| 23. Oktober 1962 | FC Bury              | 3:1      | Sheffield United  |
| 24. Oktober 1962 | Newport County       | 1:2      | Manchester City   |

#### Wiederholungsspiele
| Datum            |                   | Ergebnis |                      |
| ---------------- | ----------------- | -------- | -------------------- |
| 23. Oktober 1962 | Charlton Athletic | 1:0      | Bradford Park Avenue |
| 24. Oktober 1962 | Norwich City      | 5:0      | Carlisle United      |
| 29. Oktober 1962 | Birmingham City   | 5:1      | AFC Barrow           |
| 29. Oktober 1962 | Preston North End | 2:1      | Northampton Town     |

### Vierte Runde
| Datum             |                  | Ergebnis |                   |
| ----------------- | ---------------- | -------- | ----------------- |
| 12. November 1962 | Aston Villa      | 6:2      | Preston North End |
| 12. November 1962 | Leyton Orient    | 3:2      | Charlton Athletic |
| 13. November 1962 | FC Bury          | 3:1      | Bristol Rovers    |
| 14. November 1962 | Birmingham City  | 3:2      | Notts County      |
| 14. November 1962 | Blackburn Rovers | 4:1      | Rotherham United  |
| 14. November 1962 | Manchester City  | 1:0      | Luton Town        |
| 14. November 1962 | Norwich City     | 1:0      | FC Fulham         |
| 14. November 1962 | FC Portsmouth    | 0:0      | AFC Sunderland    |

#### Wiederholungsspiel
| Datum             |                | Ergebnis |               |
| ----------------- | -------------- | -------- | ------------- |
| 21. November 1962 | AFC Sunderland | 2:1      | FC Portsmouth |

### Viertelfinale
| Datum             |                 | Ergebnis |                  |
| ----------------- | --------------- | -------- | ---------------- |
| 3. Dezember 1962  | Leyton Orient   | 0:2      | FC Bury          |
| 3. Dezember 1962  | Aston Villa     | 4:1      | Norwich City     |
| 5. Dezember 1962  | AFC Sunderland  | 3:2      | Blackburn Rovers |
| 11. Dezember 1962 | Birmingham City | 6:0      | Manchester City  |

### Halbfinale
Die Hinspiele wurden am 12. Januar 1963 und 27. März 1963, die Rückspiele am 22. April 1963 und 8. April 1963 ausgetragen.
|                 | Gesamt |             | Hinspiel | Rückspiel |
| --------------- | ------ | ----------- | -------- | --------- |
| AFC Sunderland  | 1:3    | Aston Villa | 1:3      | 0:0       |
| Birmingham City | 4:3    | FC Bury     | 3:2      | 1:1       |

### Finale
| Birmingham City                                               | Birmingham City | Aston Villa | Aston Villa |
| ------------------------------------------------------------- | --- | --- | ----------- |
| Birmingham City                                               | \| Finale, Hinspiel \| \| Donnerstag, 23. Mai 1963 in Birmingham (St. Andrew’s Stadium) \| \| Ergebnis: 3:1 (1:0) \| \| Zuschauer: 31.850 \| \| Schiedsrichter: E. Crawford \| \| Spielbericht \| | \| Finale, Hinspiel \| \| Donnerstag, 23. Mai 1963 in Birmingham (St. Andrew’s Stadium) \| \| Ergebnis: 3:1 (1:0) \| \| Zuschauer: 31.850 \| \| Schiedsrichter: E. Crawford \| \| Spielbericht \| | Aston Villa |
| Birmingham City                                               | Johnny Schofield, Stan Lynn, Colin Green, Terry Hennessey, Trevor Smith, Malcolm Beard, Mike Hellawell, Jimmy Bloomfield, James Harris, Ken Leek, Bertie Auld Cheftrainer: Gil Merrick            | Nigel Sims, Cammie Fraser, Charlie Aitken, Vic Crowe, John Sleeuwenhoek, Gordon Lee, Alan Baker, George Graham, Bobby Thomson, Ron Wylie, Harry Burrows Cheftrainer: Joe Mercer                   | Aston Villa |
| Birmingham City                                               | 1:0 Ken Leek (14.) 2:0 Ken Leek (52.) 3:0 Jimmy Bloomfield (66.) | 3:1 Bobby Thomson (83.) | Aston Villa |
| Finale, Hinspiel                                              | | |             |
| Donnerstag, 23. Mai 1963 in Birmingham (St. Andrew’s Stadium) | | |             |
| Ergebnis: 3:1 (1:0)                                           | | |             |
| Zuschauer: 31.850                                             | | |             |
| Schiedsrichter: E. Crawford                                   | | |             |
| Spielbericht                                                  | | |             |

| Aston Villa                                     | Aston Villa | Birmingham City | Birmingham City |
| ----------------------------------------------- | --- | --- | --------------- |
| Aston Villa                                     | \| Finale, Rückspiel \| \| Montag, 27. Mai 1963 in Birmingham (Villa Park) \| \| Ergebnis: 0:0 \| \| Zuschauer: 37.921 \| \| Schiedsrichter: Arthur William Sparling \| \| Spielbericht \| | \| Finale, Rückspiel \| \| Montag, 27. Mai 1963 in Birmingham (Villa Park) \| \| Ergebnis: 0:0 \| \| Zuschauer: 37.921 \| \| Schiedsrichter: Arthur William Sparling \| \| Spielbericht \| | Birmingham City |
| Aston Villa                                     | Nigel Sims, Cammie Fraser, Charlie Aitken, Vic Crowe, Lew Chatterley, Gordon Lee, Alan Baker, George Graham, Bobby Thomson, Ron Wylie, Harry Burrows Cheftrainer: Joe Mercer               | Johnny Schofield, Stan Lynn, Colin Green, Terry Hennessey, Trevor Smith, Malcolm Beard, Mike Hellawell, Jimmy Bloomfield, James Harris, Ken Leek, Bertie Auld Cheftrainer: Gil Merrick     | Birmingham City |
| Finale, Rückspiel                               | | |                 |
| Montag, 27. Mai 1963 in Birmingham (Villa Park) | | |                 |
| Ergebnis: 0:0                                   | | |                 |
| Zuschauer: 37.921                               | | |                 |
| Schiedsrichter: Arthur William Sparling         | | |                 |
| Spielbericht                                    | | |                 |